# 5500 Twilley
Az 5500 Twilley (ideiglenes jelöléssel 1981 WR) a Naprendszer kisbolygóövében található aszteroida. Edward L. G. Bowell fedezte fel 1981. november 24-én.